# PictBridge
PictBridge e индустриален стандарт на Camera & Imaging Products Association (CIPA) за директно принтиране. То позволява образи да бъдат принтирани директно от цифров фотоапарат или цифрова камера на принтер, без да се свързва цифровото устройство с компютъра. Официалното име на този стандарт е "Standard of Camera & Imaging Products Association CIPA DC-001 – 2003 Digital Solutions for Imaging Devices".
PictBridge е понякота описван като свободен стандарт, докато от друга страна спецификациите могат само да бъдат получени от CIPA след съгласие да не се разкрива никаква информация пред други хора и компании.
PictBridge е типичен инструмент използващ USB входове (портове) и USB протокол. Типично за принтерите поддържащи PictBridge е да имат USB Тип А вход, който от своя страна е свързан чрез кабел с USB входа на цифрово устройство (най-често вход тип Mini-В) поддържащо PictBridge стандарта. Така потребителят избира изображение което бива препратено от цифровото устройство до принтера, който започва печатане.